# Severino Iunior
Severino Iunior (latino: Severinus iunior; fl. 482) è stato un politico romano.

## Biografia
Fu console del 482, scelto dalla corte di Teodorico il Grande, re degli Ostrogoti; il suo collega in Oriente fu Trocundo. Un'iscrizione su un sedile del Colosseo (CIL VI, 32206) potrebbe essere riconducibile a lui.